# 18873 Larryrobinson
18873 Larryrobinson este un asteroid din centura principală de asteroizi.

## Descriere
18873 Larryrobinson este un asteroid din centura principală de asteroizi. A fost descoperit pe 13 noiembrie 1999 la Everstar de M. Abraham și G. Fedon. Asteroidul prezintă o orbită caracterizată de o semiaxă mare de 2,41 ua, o excentricitate de 0,21 și o înclinație de 9,2° în raport cu ecliptica.